# 丹麦大学列表
下面是丹麦各大学的列表：

## 大学

### 综合大学
1. 哥本哈根大学（哥本哈根）
2. 奥胡斯大学（奥胡斯）
3. 南丹麦大学（欧登塞，科灵，埃斯比约，Sønderborg,Flensburg等地）
4. 奥尔堡大学（奥尔堡，埃斯比约）
5. 罗斯基勒大学（罗斯基勒）

### 理工科大学
- 丹麦技术大学（哥本哈根）
- 哥本哈根信息技术大学（Københavns IT Universitet，哥本哈根）

### 商科大学
- 哥本哈根商学院（哥本哈根）

## 国际排名
THE-QS世界大学排名：
| 学校          | 2004 | 2005 | 2006 | 2007 | 2008 | 2009 |
| ------------- | ---- | ---- | ---- | ---- | ---- | ---- |
| 哥本哈根大学  | 63   | 66   | 54   | 93   | 48   | 51   |
| 奥胡斯大学    | 127  | 138  | 126  | 114  | 81   | 63   |
| 丹麦技术大学) | 145  | 154  | 194  | 130  | 133  | 159  |

## 属地的大學

### 法罗群岛
- 法罗群岛大学

### 格陵兰
- 格陵兰大学